# WHO-Regionalbüro Afrika
Das WHO-Regionalbüro für Afrika (englisch: WHO Regional Office for Africa, Abkürzung: WHO/AFRO) ist eines von insgesamt sechs Regionalbüros in der Weltgesundheitsorganisation. Es arbeitet für die Region Afrika der WHO (englisch: WHO African Region) und deren 47 Mitgliedstaaten mit einer Bevölkerung von mehr als 1,08 Milliarden Menschen im Jahr 2021.
Die WHO-Region Afrika ist die weltweit am stärksten von Notfällen im Bereich der öffentlichen Gesundheit betroffene Region der WHO.

## Geschichte
Die Region Afrika der WHO wurde im Jahr 1951 gegründet.

## Mitgliedsstaaten

Die sechs Verwaltungsregionen der WHO (Blau: WHO/African Region)

Der WHO-Region Afrika sind die folgenden Staaten zugeordnet:
- Äquatorialguinea
- Äthiopien
- Algerien
- Angola
- Benin
- Botswana
- Burkina Faso
- Burundi
- Elfenbeinküste
- Eritrea
- Eswatini
- Gabun
- Gambia
- Ghana
- Guinea
- Guinea-Bissau
- Kamerun
- Kap Verde
- Kenia
- Komoren
- Demokratische Republik Kongo
- Republik Kongo
- Lesotho
- Liberia
- Madagaskar
- Malawi
- Mali
- Mauretanien
- Mauritius
- Mosambik
- Namibia
- Niger
- Nigeria
- Ruanda
- Sambia
- São Tomé und Príncipe
- Senegal
- Seychellen
- Sierra Leone
- Simbabwe
- Südafrika
- Südsudan
- Tansania
- Togo
- Tschad
- Uganda
- Zentralafrikanische Republik

## Standorte
Das Regionalbüro hat seinen Hauptsitz in Brazzaville, Republik Kongo. Außerdem existieren Regionalbüros in allen Mitgliedsstaaten.

## Einrichtungen

### Afrikanisches Gesundheitsobservatorium
Das Afrikanische Gesundheitsobservatorium - Plattform für Gesundheitssysteme und Gesundheitspolitik (African Health Observatory - Platform on Health Systems and Policies, AHOP) ist eine regionale Partnerschaft zur Förderung einer faktengestützten Politikgestaltung. Das WHO-Regionalbüro für Afrika fungiert als regionales Sekretariat fungiert. Die Partnerschaft nutzt bestehende nationale und regionale Kooperationen, um ein Netz von nationalen Zentren in der gesamten Region zu bilden. Dazu gehören derzeit Forschungseinrichtungen in Äthiopien, Kenia, Nigeria, Ruanda und Senegal. AHOP wird von einem technischen Konsortium unterstützt, dem das Europäische Observatorium für Gesundheitssysteme und Gesundheitspolitik, die London School of Economics and Political Science (LSE) sowie nationale, regionale und globale Partner angehören.
Das Observatorium publiziert auf seiner Internetplattform wissenschaftliche Analysen und Nachrichten zu den Gesundheitssystemen und der Gesundheitsversorgung in den 53 Mitgliedstaaten der Afrikanischen Region der WHO.

## Regionaldirektoren
| Nr | Name                         | Land      | Amtszeiten  |
| -- | ---------------------------- | --------- | ----------- |
| 1  | Francois Daubenton           | Südafrika | 1952 – 1954 |
| 2  | Francisco Jose Cambournac    | Portugal  | 1954 – 1964 |
| 3  | Comlan Alfred Auguste Quenum | Benin     | 1965 – 1984 |
| 4  | Ebrahim Malick Samba         | Gambia    | 1984 – 1985 |
| 5  | Gottlieb Lobe Monekosso      | Kamerun   | 1985 – 1995 |
| 6  | Ebrahim Malick Samba         | Gambia    | 1995 – 2005 |
| 7  | Luis Gomes Sambo             | Angola    | 2005 – 2015 |
| 8  | Matshidiso Moeti*            | Botswana  | 2015 –      |

*) geschäftsführend